# Marquetalia (Caldas)
Marquetalia est une municipalité située dans le département de Caldas, en Colombie.